# Josif Đorđević
Josif Đorđević (srbsko Јосиф Ђорђевић), srbski geograf in general, * 25. julij 1880, † 28. oktober 1953.

## Življenjepis
Od leta 1927 je bil redni profesor na Vojaški akademiji in bil med letoma 1939 in 1941 poveljnik Vojnogeografskega inštituta. Po aprilski vojni je bil zajet in odpeljan v vojno ujetništvo. 
15. novembra 1944 je vstopil v NOVJ in do 15. junija 1945 je deloval pri obnovi inštituta.